# Carl Ahrendts
Carl Ahrendts, auch Karl Ahrendts (* 24. Juni 1881 in Saargemünd, Reichsland Elsaß-Lothringen; † 20. Dezember 1949 in Berlin) war ein preußischer Verwaltungsjurist, Kreisdirektor im Kreis Gebweiler (1917–1918) und Landrat im Kreis Belgard (1919–1921).

## Leben

### Beruf
Ahrendts studierte ab 1901 Rechtswissenschaft in Straßburg, Bonn und Berlin. Von 1909 bis 1918 wirkte er als Jurist im Staatsdienst in Straßburg und Molsheim. Dort war er von 1917 bis 1918 Kreisdirektor im Kreis Gebweiler  im Reichsland Elsaß-Lothringen. Bereits 1910 wurde er in Würzburg promoviert. 1919 war er Dezernatsleiter für Flüchtlingsfürsorge und Aufstandsentschädigung bei der Regierung in Bromberg, dann kommissarischer Verwalter sowie Landrat im Kreis Belgard der Provinz Pommern. Ab 1921 Dezernent für innere Kolonisation beim Oberpräsidenten in Stettin, wechselte er 1922 als Referent in das preußische Innenministerium und 1928 in das Finanzministerium. 1933 erfolgte die Versetzung in den einstweiligen Ruhestand.

### Religiöses Engagement
Ahrendts gehörte seit 1924 der französisch-reformierten Kirche an. Seit 1929 war er stellvertretendes Mitglied der Gesamtsynode der protestantischen Kirchen in der Provinz Brandenburg. Als Mitglied der Verfassungskommission der französisch-reformierten Generalversammlung bekam er den Auftrag zu Verhandlungen mit der Evangelischen Kirche der altpreußischen Union. Von 1933 bis 1946 war er Sécretaire der Französischen Kirche in Berlin. Daneben war er ab 1934 Mitglied des reformierten Kirchenausschusses, ab 1936 Schatzmeister des reformierten Arbeitsausschusses und ab 1943 rechtskundiges Mitglied des Disziplinarhofes der Deutschen Evangelischen Kirche. Von 1934 bis 1946 war Schriftführer des Deutschen Hugenotten-Vereins und dessen Verbindungsmann zur Deutschen Evangelischen Kirche und zum Lutherrat.

### Politisches Engagement
In der Weimarer Republik gehörte Ahrendts der DDP an. Er trat zum 1. April 1933 der NSDAP bei (Mitgliedsnummer 1.666.109). 1939 war er zudem Mitglied im NSKK, NSFK, Reichsbund der deutschen Beamten, Reichsluftschutzbund und der NSV.